# Chico Caruso
Francisco Paulo Hespanha Caruso (São Paulo, 6 de dezembro de 1949), conhecido como Chico Caruso, é um cartunista, chargista, caricaturista, músico e humorista brasileiro.
Descendente patrilinearmente de sicilianos e matrilinearmente de uma família tradicional de extração espanhola e portuguesa, é irmão gêmeo de Paulo Caruso, também cartunista, pai do humorista Fernando Caruso e tio do cineasta Paulinho Caruso.
Começou a publicar os seus desenhos no final da década de 1960, na Folha da Tarde. Passou pelos periódicos Opinião, Movimento, Gazeta Mercantil, ISTOÉ, Veja, Jornal do Brasil e O Globo, este último a partir de 1984, onde permanece até hoje.

## Biografia
Gêmeos univitelinos, os irmãos cartunistas Paulo e Chico Caruso nasceram em 6 de dezembro de 1949 em São Paulo, com um intervalo de cinco minutos. A obra de ambos os artistas tem especial importância pela sua virtuosidade na caricatura pessoal.
Francisco Paulo Hespanha Caruso, o irmão cinco minutos mais novo, forma-se, em 1976, em arquitetura pela Faculdade de Arquitetura e Urbanismo da Universidade de São Paulo - FAU/USP, porém não segue a carreira. 
Inicia-se como chargista e ilustrador, em 1968, quando publica seus primeiros desenhos no jornal Folha da Tarde, sobre temas que variam entre futebol, crônicas, horóscopo e política. Após o Ato Institucional número 5, AI-5, de 1968, Caruso para de fazer charges políticas, só retomando o tema na revista universitária Balão, em 1972. 
Ainda no início da década de 1970, colabora com os jornais Opinião, Movimento e Gazeta Mercantil. Em 1976, é premiado no Salão de Humor de Piracicaba e convidado a fazer charges para a revista Isto É. No ano seguinte, vai para o Rio de Janeiro trabalhar no Jornal do Brasil, a convite do cartunista Lan (1925), após ver uma caricatura do general João Figueiredo (1918 - 1999), feita por Caruso, publicada num periódico paulista. 
Em 1980, lança os livros Natureza Morta e Outros Desenhos, editado pelo Jornal do Brasil e Pablo Mon Amour, uma biografia em caricaturas do pintor Pablo Picasso (1881 - 1973), editada pela Funarte. Escreve a peça O Amigo da Onça, que tem, em 1988, encenação dirigida por Paulo Betti (1952). 
Com o irmão, forma a banda Muda Brasil Tancredo Jazz Band, com participações de Cláudio Paiva, Aroeira, Luis Fernando Veríssimo (1936), entre outros, que nos shows interpreta composições de cunho humorístico e com sátira política. Em 2002, lança o livro Era uma vez FH, compilação de desenhos publicados no jornal O Globo, entre 1994 e 2002, relacionados aos dois mandatos presidenciais de Fernando Henrique Cardoso (1931). 